# JP Morgan Chase World Headquarters
JP Morgan Chase World Headquarters (známý také jako Union Carbide Building) byl mrakodrap na Manhattanu v New Yorku. Výstavba probíhala v letech 1958 – 1960, a to podle návrhu firmy Skidmore, Owings and Merrill. Původně měla v budově sídlo firma Union Carbide, ta se ale přestěhovala a pak zde měla  sídlo JPMorgan Chase. Budova měla 52 pater a výšku 215 metrů.

V letech 2018–2020 byla demolována. V roce 2021 byla zahájena stavba nové budovy 270 Park Avenue (také JPMorgan Chase World Headquarters nebo JPMorgan Chase Building), která bude vysoká 423 m a bude mít 60 pater. Její dokončení má být v roce 2025.

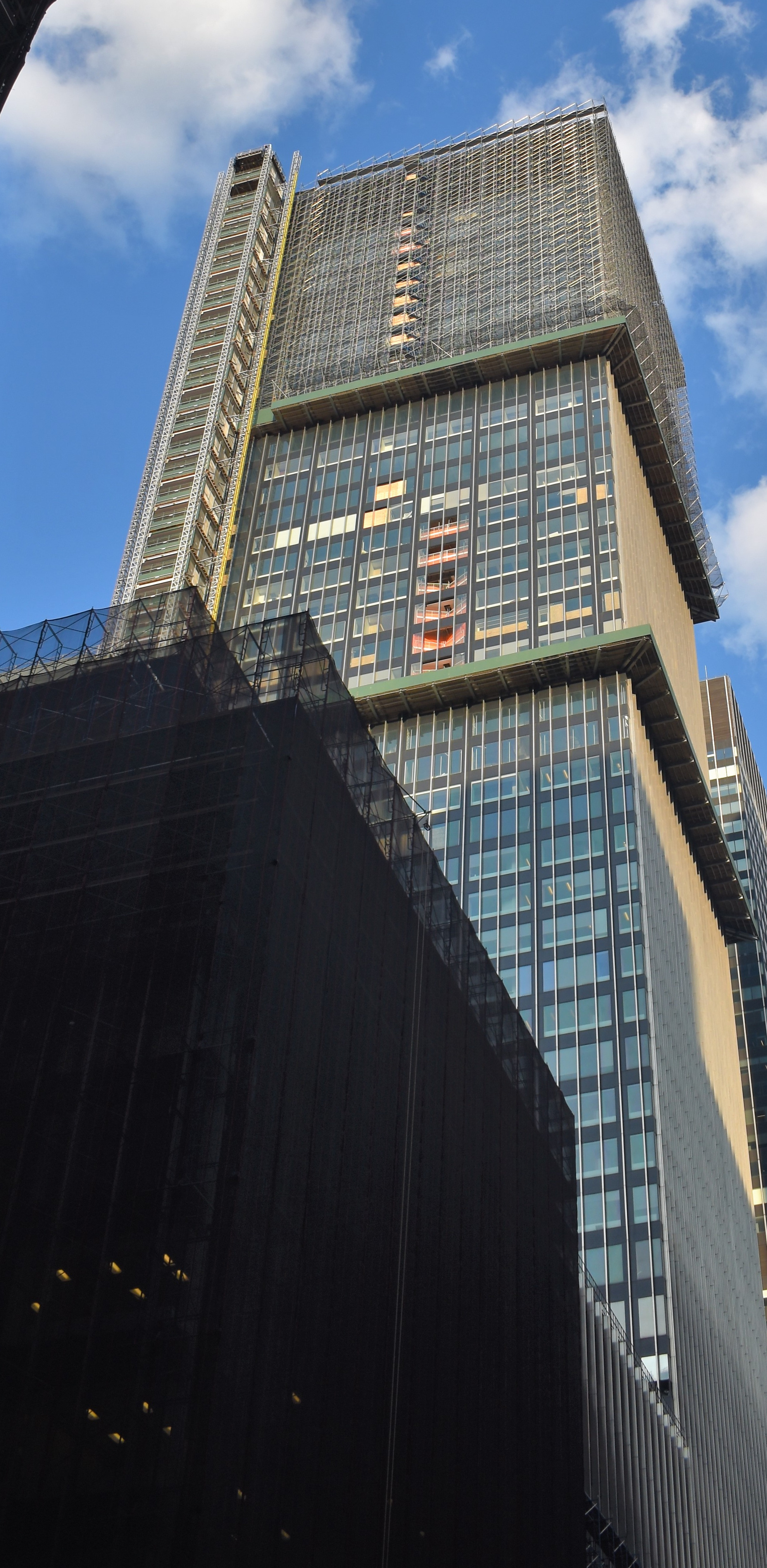
Postupná demolice v roce 2019
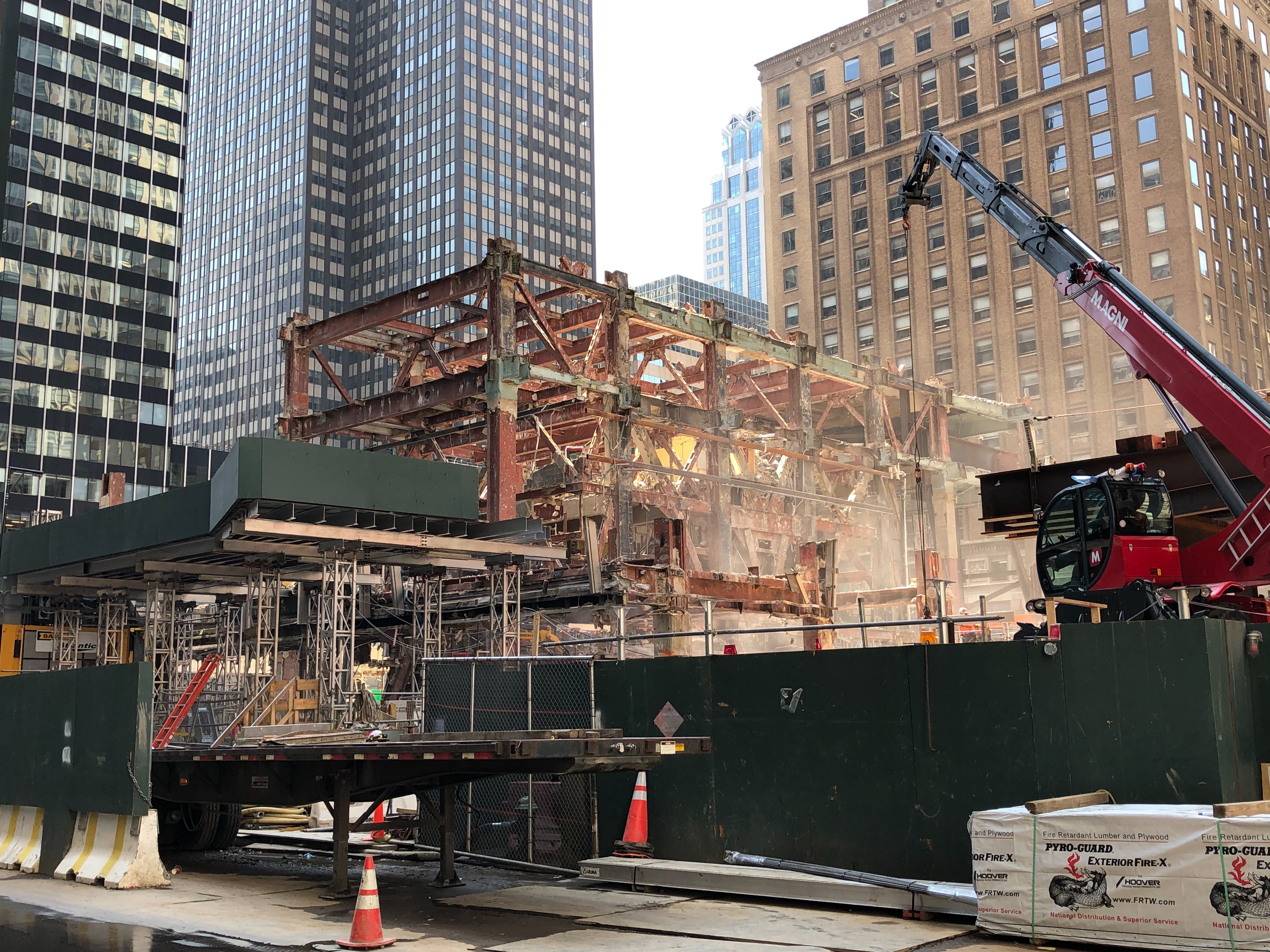
Závěr demolice v roce 2021